# Walter Dyett
Walter Henri Dyett (1901-1969) was een Amerikaanse violist en muziekleraar. Als muziekdirecteur aan DuSable High School in Chicago gaf hij les aan veel studenten die later bekende musici zouden worden, vooral in de jazz.
Na kort medische cursussen te hebben gevolgd aan de Universiteit van Californië - Berkeley, verhuisde Dyett naar Chicago, waar hij werkte in vaudeville-orkesten. Hij leidde ook een legerorkest, waarna hij bekend werd als Captain Dyett. In 1931 werd hij assistent muziekdirecteur aan Wendell Philips High School, die in 1936 DuSable High School ging heten. Hij werd er later muziekdirecteur. Hij studeerde aan VanderCook College of Music (B.M.-graad in 1938) en Chicago Musical College (M.M.-graad in 1942).
Zijn programma aan DuSable kreeg al snel een grote reputatie, onder meer door een jaarlijks revue die geld binnenbracht voor de school. Enkele musici die aan de school studeerden, waren: Gene Ammons, Nat King Cole, Bo Diddley, Von Freeman, Johnny Griffin, Clifford Jordan en Dinah Washington.
- Library of Congress Control Number: no2010136443
- SNAC: w6rf6b9k
- Virtual International Authority File: 151692061
- WorldCat: E39PBJfX4PFkRmKjDKwJhXc3wC